# Peter Bodenmann

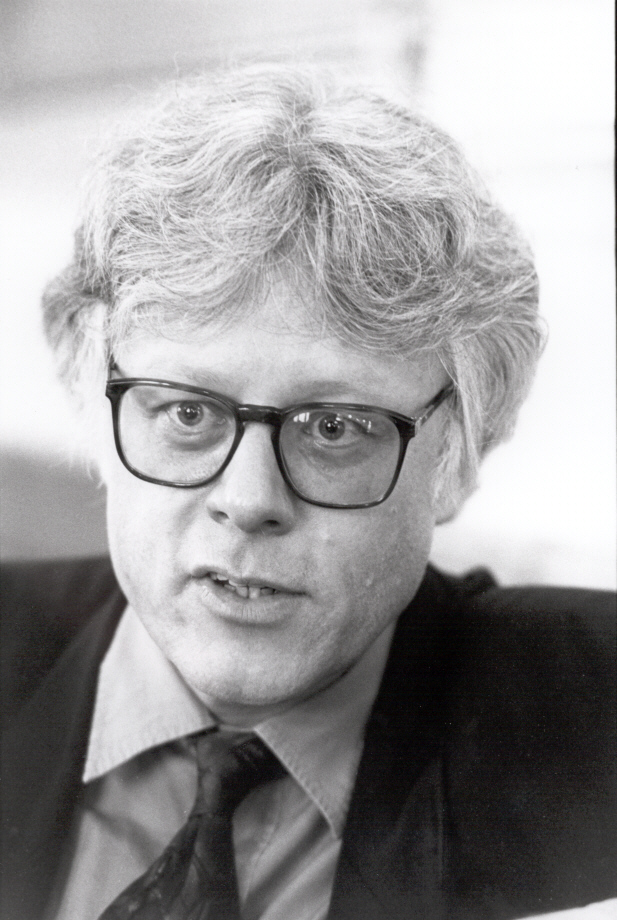
Peter Bodenmann (1994)

Peter Bodenmann (* 30. März 1952 in Brig; heimatberechtigt in Lax) ist ein Schweizer Politiker (SP) und Unternehmer.

## Biografie
Sein Vater Hermann Bodenmann (1921–1994) gehörte der CVP an und war von 1967 bis 1975 Ständerat des Kantons Wallis. Peter Bodenmann war 1971 Mitgründer der Bewegung Kritisches Oberwallis. Er studierte von 1973 bis 1978 Rechtswissenschaft an der Universität Zürich. 1976 wurde er Gemeinderat (Mitglied der Exekutive) von Brig-Glis. 1982 eröffnete er in Brig ein Anwaltsbüro. Im selben Jahr fusionierte das Kritische Oberwallis mit der SP Oberwallis. Von 1985 bis 1997 gehörte Bodenmann dem Grossen Rat des Kantons Wallis an. Von 1987 bis 1997 war Bodenmann Nationalrat. Von 1990 bis 1997 war er Präsident der SP Schweiz, auf ihn folgte Ursula Koch, die als erste Frau zur Präsidentin gewählt wurde. Als erster Sozialdemokrat wurde er 1997 in den Staatsrat des Kantons Wallis gewählt, nachdem er 1989, 1991 und 1995 vergeblich kandidiert hatte. Per Ende März 1999 trat er aus dem Staatsrat zurück, sein Nachfolger wurde Thomas Burgener (SP).
Nach seinem Ausstieg aus der Politik 1999 übernahm er unternehmerische Verantwortung für den familiären Hotelkomplex und baute zusammen mit seiner Frau in Brig das Hotel (Good Night Inn) auf mit 167 Zimmern und 300 Betten.
Seit 2002 verfasst er Kolumnen zu politischen, gesellschaftlichen und wirtschaftlichen Themen für den Blick, L’Hebdo und die Weltwoche. Er schont dabei weder politische Freunde noch Feinde. Das hat ihm den Übernamen Orakel von Brig eingetragen. Eine Sammlung seiner Bildlegenden-Kolumnen aus der Weltwoche erschien 2003 als Buch. Er plädierte mehrmals und eindringlich für vernünftige Rahmenbedingungen und für die Beibehaltung eines Euro-Mindestkurses in der Schweiz wegen Exportwirtschaft und Tourismus, solange Freihandel und echter Wettbewerb in Europa nicht realisiert seien. Politiker müssten ihre Entscheide, die mit Ausschüttung von Geldern verbunden seien, besser auf ihre Wirksamkeit und die Folgen überprüfen. Den Tourismusverantwortlichen in der Schweiz wirft er verfehlte Werbestrategien und mangelndes Unternehmertum vor.

## Werke
- Bildlegenden und (k)ein linkes Theater. Pendo, Zürich 2003, ISBN 3-85842-567-2.